# 젠투펭귄

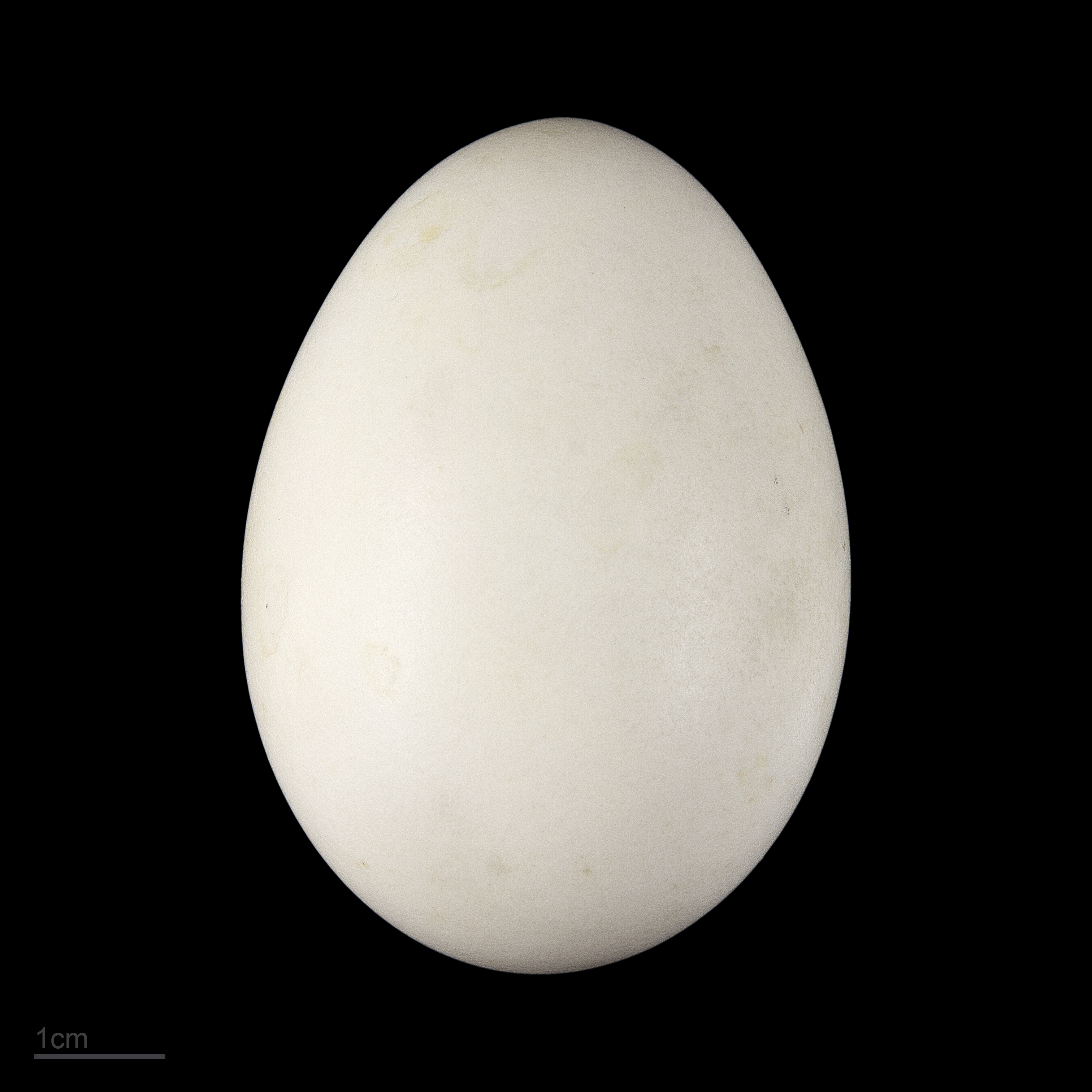
Pygoscelis papua

젠투펭귄(Pygoscelis papua)은 젠투펭귄속에 속하는 펭귄으로, 황제펭귄과 임금펭귄에 이어 세 번째로 큰 펭귄이다.

## 이름
Gentoo는 힌두인을 뜻하는 옛 영어로, 포르투갈어의 gentio에서 유래한다고 여겨진다. 펭귄의 머리에 있는 흰 부분이 터번을 닮아서 이러한 이름을 붙였다고 추정하기도 한다. 학명의 두 번째 부분에 있는 종명인 papua는 뉴기니를 의미하는데, 이는 이 펭귄이 이곳에 산다고 잘못 생각하여 붙여진 부적절한 명칭이다.